# Банада, Евгений Владимирович
Евге́ний Влади́мирович Бана́да (укр. Євген Володимирович Банада; род. 29 февраля 1992, Никополь, Днепропетровская область) — украинский футболист, центральный полузащитник клуба «Левый берег».

## Игровая карьера
Родился в Никополе. Отец Евгения, игравший в футбол на любительском уровне, с самого детства привлекал его к этой игре, а впоследствии отдал в соответствующую секцию. Первым тренером младшего Банады в местном «Колосе» был Виталий Иванович Миняйло. Играя за команду Никополя на одном из детских турниров, Банада был замечен скаутами днепропетровского УФК, поле чего был приглашён в областной центр. В Днепропетровске играл вместе с Русланом Бабенко, далее продолжил обучение в донецком УОР им. Сергея Бубки, где играл в группе с Александром Филипповым. С обоими этими ребятами позже пересекался и в молодёжной сборной Украины.
Последней командой Банады в ДЮФЛ был донецкий «Олимпик». После завершения обучения играл за команду «Олимпика» в чемпионате области. В 2011 году был приглашён на просмотр в «Александрию» то, игравшую в тот сезон в Премьер-лиге. Став игроком этой команды, Банада в дебютный сезон привлекался лишь к матчам дубля, тренером которого был Вадим Павлович Чернышенко. Приходя в александрийскую команду, никопольский футболист играл на месте центрального защитника. В дубле тоже начинал на этой позиции, но после первого круга был переведён в полузащиту.
Со следующего сезона «Александрия» вновь играла в первой лиге. Банада стал привлекаться к матчам основного состава. В сезоне 2012/13 александрийцы стали бронзовыми призёрами первой лиги, затем последовательно завоевали серебро (2013/14) и золото (2014/15), оформив возвращение в Премьер-лигу. 19 июля 2015 года в первом туре чемпионата Украины 2015/16 в игре против донецкого «Шахтёра» дебютировал в высшем дивизионе. Первый мяч в чемпионате Украины забил 20 сентября 2015 года львовским Карпатам.
28 июля 2016 года Евгений сыграл свой первый матч в еврокубках в составе «Александрии» в рамках третьего квалификационного раунда Лига Европы УЕФА против «Хайдука» (Сплит). А первый еврокубковый гол Банада забил в той же Лига Европы УЕФА но в раунде плей-офф против белорусского «БАТЭ» 23 августа 2017 года.
Сезон 2018/19 в УПЛ стал для Евгения самым результативным (9 голов) — он побил клубный рекорд по количеству забитых мячей за сезон (предыдущий рекорд принадлежал Сергею Чуйченко — 8 мячей).
В сезоне 2019/20 Банаде покорился ещё одно клубное достижение в «Александрии», 20 июня 2020 года матч с Шахтёр (Донецк) (2:3) оказался 126-м для 28-летнего Евгения Банады в чемпионатах Украины (УПЛ). Тем самым он стал новым рекордсменом-гвардейцем черно-желто-зеленых, обойдя Андрея Запорожана. По окончании сезона 2020/21 стало известно, что Банада покинет «Александрию».
В июне 2021 подписал контракт с харьковским «Металлистом» на правах свободного агента. Дебют в составе «Металлиста» состоялся 26 июля 2021 года в матче против «Альянса». Евгений отыграл 52 минуты и был заменён во втором тайме. Первый гол за харьковскую команду забил в ворота Прикарпатья 7 августа 2021 года.
Сезон 2022/23 начал в составе Кривбасса, в который перешёл на правах свободного агента.

## Международная карьера
В начале января 2013 года впервые был вызван в состав молодёжной сборной Украины до 21 года, главным тренером Сергеем Ковальцом на Кубок Содружества в Санкт-Петербурге. В своей группе Украина заняла 1 место, набрав 9 очков и обогнав Литву, Молдавию и Туркменистан. В 1/4 финала Украина разгромила Молдавию со счётом (5:0). В полуфинальном матче Украина обыграла Литву (1:2) и вышла в финал. В финальной игре Украина уступила хозяевам турнира, России со счётом (4:2).

## Достижения
«Александрия»
- Бронзовый призёр чемпионата Украины: 2018/19
- Победитель Первой лиги Украины: 2014/15
- Серебряный призёр Первой лиги Украины: 2013/14
- Бронзовый призёр Первой лиги Украины: 2012/13